# GKNPZ Khrounitchev
GKNPZ Khrounitchev (russe им. М. В. Хруничева / Gosoudarstvenni Cosmitcheski Nautchno-Proisvodstvenni Tsentr Imeni M. W. Khrounitcheva - c'est-à-dire Centre M.V. Khrounitchev de recherche et de production astronautique d'État) est un constructeur russe de fusées et de véhicules spatiaux connu essentiellement pour son lanceur Proton. La société, qui est installée à Moscou, porte le nom de l'ancien ministre soviétique Mikhaïl Vassilievitch Khrounitchev (en). C'est à l'origine un établissement de la société Russo-Balt créé en 1916 pour produire des automobiles. Après la Première Guerre mondiale il est reconverti dans la construction d'avions militaires d'abord sous licence Junkers puis de modèles russes avant de se tourner à partir des années 1960 vers la réalisation de missiles balistiques et d'engins spatiaux civils.

## Historique

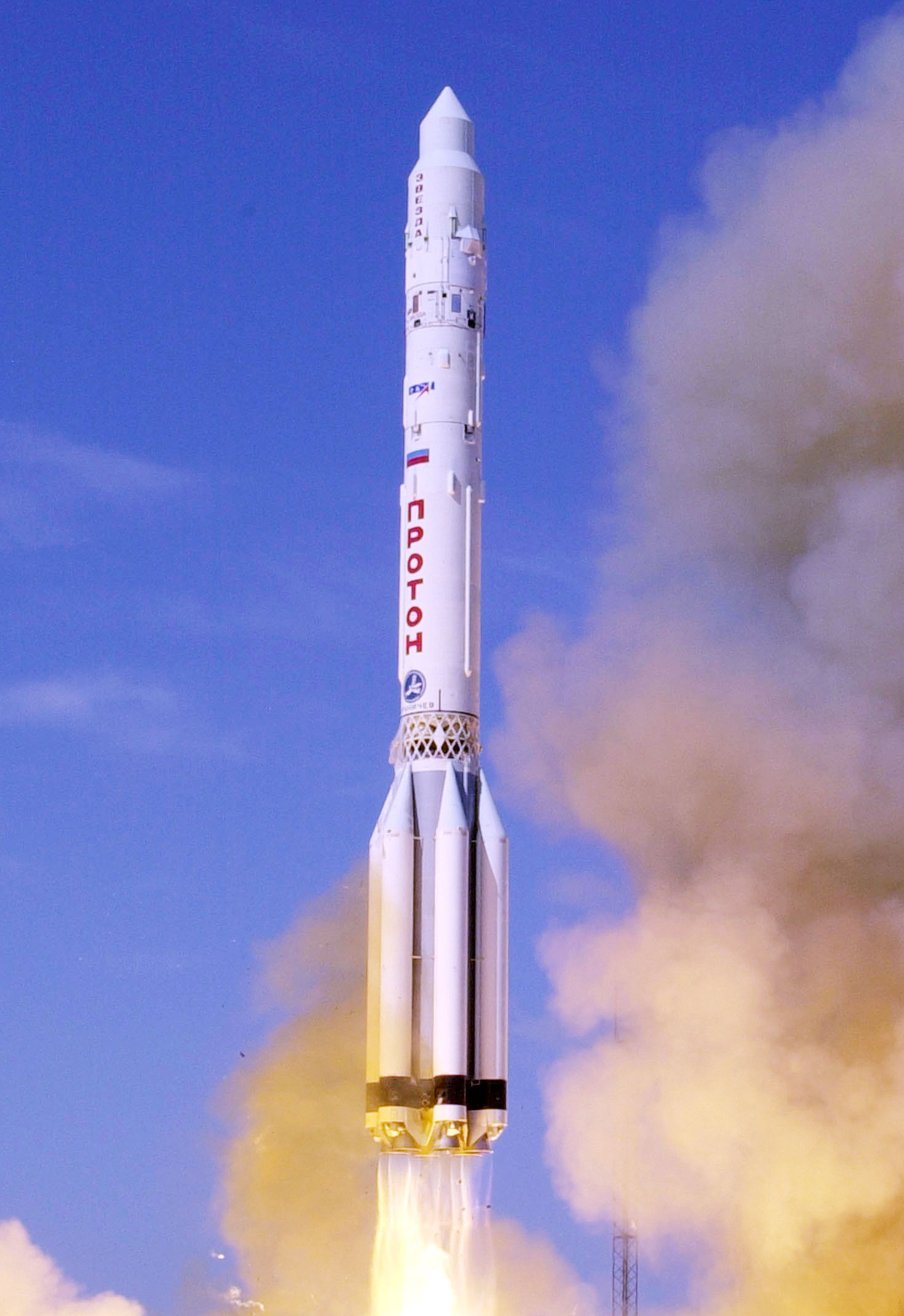
Lancement du module de service Zvezda de la Station spatiale internationale par une fusée Proton-K.

L'origine de la société remonte à l'année 1916 avec la création par la société Russo-Balt d'une entreprise de construction automobile - Второй автомобильный завод „Руссо-Балт c'est-à-dire Deuxième établissement de construction automobile Russo-Balt - destinée à produire de 1500 à 2000 véhicules par an. Avec les bouleversements de la révolution d'Octobre les premiers véhicules ne sont produits qu'en 1922. À la suite du Traité de Rapallo qui scelle une alliance entre l'Union soviétique et l'Allemagne destinée à rompre l'isolement diplomatique dont souffrent les deux pays à la suite de la Première Guerre mondiale, l'établissement devient le lieu de construction d'avions allemands Junkers. Plus de 150 avions de conception allemande sont ainsi produits entre 1922 et 1925. Par la suite l'entreprise se met à produire des modèles soviétiques : c'est d'abord le Tupolev R-3 (en) puis à partir de 1926 le Tupolev TB-1. En 1927 l'accord avec Junkers est rompu et l'entreprise est rattaché à l'Aviatrust avec le no 22. La production des TB-3 et R-6 débute en 1929 puis dans les années 1930 celle des SB-2 et Petliakov Pe-2). En 1941, peu après la déclaration de guerre de l'Allemagne et à la suite de l'avancée des troupes allemandes sur Moscou, l'usine est déménagée à Kazan et, là, elle poursuit la production du Pe-2 et du bombardier quadrimoteur Pe-8. Durant ce temps, dans l'établissement d'origine de Moscou, devenu l'usine no 23, on construit des bombardiers Iliouchine Il-4 et Tupolev Tu-2. Après le retour à la paix, sont produits successivement le Tupolev Tu-12 et le Tupolev Tu-4 dérivé du Boeing B-29 américain, puis à partir de 1951 le Miassichtchev M-4 et le bombardier stratégique Miassichtchev M-50 et enfin après 1960 le plus gros hélicoptère du monde le Mil Mi-6.
En 1960 Vladimir Tchelomeï, étoile montante de l'astronautique soviétique, intrigue auprès du premier secrétaire Nikita Khrouchtchev pour obtenir un bureau d'études et une installation de production lui permettant de mettre en œuvre ses plans grandioses. Khrouchtchev, séduit par les idées de Tchelomeï accepte de lui céder le bureau d'études Miassichtchev très réputé mais dont les dernières productions ont fortement déçu le premier secrétaire ainsi que l'usine 23 adjacente qui fabrique les avions conçus par le bureau. L'établissement est immédiatement reconverti à l'industrie astronautique et commence à produire le missile balistique UR-200 (SS-10 Scrag), un développement du R-14, qui est abandonné en 1962 au profit du UR-100. À la même époque démarre le développement du lanceur lourd Proton. Un grand nombre de productions relevant de l'astronautique militaire et civile sont produits par la suite.
Le 7 juin 1993 l'entreprise est fusionnée par décret du président russe Boris Eltsine avec le bureau d'étude KB Saliout qui faisait partie de RKK Energia pour former GNKPZ Khrounitchev.
En 2018, elle fait face à une grande crise financière et industrielle. En licenciant du personnel (4 256 employés en 2018 pour l’usine de Moscou devant passer à 1 691 en 2025), en vendant des terrains dans la banlieue de Moscou et dans d’autres régions, elle cherche des capitaux afin de financer en partie la nouvelle fusée Angara.

## Participations
Khrounitchev possède avec le constructeur européen EADS la société Eurockot qui commercialise les lancements de sa fusée Rockot. L'entreprise possède également avec RKK Energia et Lockheed Martin une partie du capital de la société International Launch Services qui commercialise le lancement de la fusée Proton sur le marché international. Depuis mai 2008, Khrounitchev détient une participation majoritaire dans ILS,.

## Production et projets en cours
- Proton : lanceur lourd en production jusqu'en 2021
- Angara : famille de lanceurs (en développement)
- Rockot : lanceur léger en production
- Briz : étage supérieur de fusée en production
- KWRB : étage supérieur de fusée (en développement)
- Nauka : module de la Station spatiale internationale
- Monitor-E satellites d'observation de la Terre (en développement)
- KazSat (en) satellites de télécommunications géostationnaires construits pour le compte du Kazakhstan.
- Express satellites de télécommunications.

## Source
- (de) Cet article est partiellement ou en totalité issu de l’article de Wikipédia en allemand intitulé « GKNPZ Chrunitschew » (voir la liste des auteurs).